# (9116) Billhamilton
(9116) Billhamilton est un astéroïde de la ceinture principale.

## Description
(9116) Billhamilton est un astéroïde de la ceinture principale. Il fut découvert le 7 mars 1997 à la station Anderson Mesa par Marc W. Buie. Il présente une orbite caractérisée par un demi-grand axe de 2,32 UA, une excentricité de 0,12 et une inclinaison de 4,0° par rapport à l'écliptique.

## Compléments